# Taylor Craig
Taylor Craig (Lighthouse Point, 25 dicembre 1984) è un ex giocatore di football americano statunitense, che ha giocato come quarterback.
Dopo aver giocato per la squadra universitaria statunitense degli Yale Bulldogs non ha proseguito la carriera nel football americano, ad eccezione della partecipazione al mondiale 2007 con la nazionale che ha vinto il titolo.

## Palmarès
- 1 Mondiale (2007)